# Radiermesser
Ein Radiermesser ist  ein feststehendes Messer mit einer Gesamtlänge von ca. 15 cm und einer „balligen“ (verrundeten) Klinge, die im vorderen Bereich oft zweischneidig ausgeführt ist. Der Griff kann aus Holz oder Kunststoffen gefertigt sein und ist am Ende oft verbreitert, um die bearbeitete Stelle zu glätten.
Das Radiermesser wird eingesetzt, um Schrift oder Zeichnung von Papier, Pergament etc. durch Schaben zu entfernen. Der Vorgang und das Ergebnis werden meist als Rasur bezeichnet.
Auch werden Radiermesser gerne für feine Schneidarbeiten verwendet.
Die Benutzung eines Radiermessers erfordert Geschick im Umgang, um den Schrift/Zeichnungsträger möglichst wenig zu beschädigen und die „Rasur“ so unauffällig wie möglich durchzuführen. Ebenso wird gefordert, dass der Benutzer in der Lage ist, das Messer in einem scharfen Zustand zu erhalten, bzw. zu schärfen.